# Solidot
Solidot是CNET中国旗下的一个中国的科技资讯网站和奇客交流社区，其口号是“奇客的资讯，重要的东西”。Solidot创建于2005年4月，先运行在Geeklog系统上，后在2006年采用了知名网站“Slashdot”的后台系统Slashcode。Solidot的主要是面对开源自由软件和关心科技资讯读者群，包括众多中国开源软件的开发者、爱好者和布道者。

## 历史
2005年4月，效仿Slashdot，李国伟（网名CdrPlum，或Jesse_Lee）创建了Solidot的前身Slashdotcn。运行于基于Geeklog的内容管理系统。2006年5月，Jesse_Lee组织人汉化了基于Perl的Slashdot的大部分源代码Slashcode。Solidot运行在新的Slashcode上。
部分由于Slashcode的资源开销庞大，难于维护，由上海微睦主机赞助的虚拟主机不堪重负。2006年9月，Jesse_Lee宣布Solidot即将停止服務并放到ebay上拍卖。其间受到了媒体和网友的关注  
2007年1月，Solidot正式成为CNET旗下网站，2007年媒体公司CNET旗下CNET NEWS的英文页面"About us"介绍说solidot是访问量最大的科技资讯网站之一，吸引了多达15000以上的RSS订阅。到2010年5月Solidot的RSS订阅量已经超过了25万。
2017年3月，Solidot发布通知“注册用户需要登记手机号码”，其时已注册用户未登记手机号码仍可以匿名评论。随后匿名评论也需要在账户页面绑定手机号。
2020年1月左右，Solidot悄悄隐藏了所有未实名评论。
2021年7月1日左右，Solidot 隐藏了2020年7月1日之前的文章,并且首次关闭了文章评论区。

## 影响
Solidot以IT技术爱好者提交的原创新闻或直接采编国外新闻而闻名。其新闻常被各大网络新闻媒体和个人博客转载。Solidot对Ubuntu创始人Mark的采访，被新浪科技、网易科技等大量科技资讯网站和博客转载。
Solidot网友的评论和观点也经常成为各网站的话题和论点。

## 社区
Solidot的新闻采取用户提交，编辑审核发表的模式，对每条新闻都可以以注册用户名评论或者匿名（匿名懦夫）评论。对于匿名懦夫的称号网友一开始有所质疑，但是也理解为奇客一种自嘲的方式。网友对于别人的评论可以进行打分，这个打分系统也来自于Slashdot，并非所有的网友都可以给评论打分而是要根据网友的“业值（Karma）”业值的积累可以由访问网站，提交新闻等活动来获得。
拥有Solidot编辑权限的除了官方的编辑和管理员以外还有社区的志愿者。读者群（Solidotters）包括了很多开源，IT的爱好者。很多开源软件或项目的作者也在solidot上发布他们开发项目的动态和新闻。例如星际译王的作者huzheng，文泉驿字体项目的作者房骞骞等。
Solidot除了IT科学新闻外，常常对很多基于网络有争议的热点问题发表新闻或者评论。